# Врба (филм)
Врба (мкд. Врба) је македонски филм Милча Манчевског из 2019. То је прича о три жене које се носе са питањима контроле над својим телима, традицијом и усвајањем. Филм је премијерно приказан на Римском филмском фестивалу 2019. Изабран је као македонски филм за најбољи међународни филм на 93. додели Оскара, али није номинован.

## Радња
Три жене – једна средњовековна, две савремене – боре се да постану мајке. Нису кренуле да мењају свет или друштво, али њихова борба са традицијом, лојалност, усвајање и контрола над својим телима чини их невероватним хероинама.

## Улоге
| Глумац               | Улога       |
| -------------------- | ----------- |
| Сара Климоска        | Донка       |
| Наталија Теодосијева | Родна       |
| Камка Точиновски     | Катерина    |
| Никола Ристески      | Милан       |
| Петар Царановић      | Кире        |
| Ненад Начев          | Бранко      |
| Ратка Радмановић     | бака Сребра |
| Петар Мирчевски      | Ставре      |
| Благоја Чоревски     | Манчо       |
| Лазе Манасковски     | отац Аврам  |
| Гоце Влахов          | Шофер       |

## Награде
- Рејнденс - Најбољи режисер, 2020.
- Фантаспорто - Награда Мануел Де Оливијер, 2020.[3]
- Филмски фестивал независног филма Велингтон – Најбољи играни филм, 2020.[4]
- Цинеквест - Најбољи наративни играни филм, 2020.
- Мостра де Валенсија - Сребрна палма, 2020.
- Филмски фестивал Стони Брук - награда жирија за најбољи играни филм, 2021.

### Рецензије
- Hollywood Reporter
- Screen International
- Deadline
- Variety: ‘Willow’ Review: Subtle, Profound Portrait of Longed-For Motherhood, Raised To The Power Of Three
- Cineuropa: Review
- Variety: Kino Lorber Acquires Raindance Prize-Winning Macedonian Film ‘Willow’